# Édith Scob
Édith Scob (Parijs, 21 oktober 1937 – aldaar, 26 juni 2019) was een Franse actrice. Ze verscheen in ruim zestig films, voornamelijk in de periodes 1959-1969 en 1999-2019. Ze werd beschouwd als een cultactrice van de auteursfilm. Ze was daarnaast ook heel actief op de planken en was te zien in een twintigtal televisiefilms.

## Leven en werk

### Afkomst, opleiding en eerste stappen
De vader van Édith Scob was architect, haar moeder journaliste. Haar vader was de zoon van een generaal van het keizerlijk Russisch leger die een witte emigrant in Frankrijk werd. Haar moeder was de dochter van Henri Nick, een bekende Franse sociaal geëngageerde en gereformeerde dominee.
Scob studeerde Franse literatuur en volgde toneelles. Ze had nauwelijks acteerervaring toen cineast Georges Franju haar in 1958 vroeg voor La Tête contre les murs, zijn eerste langspeelfilm. Dit drama, gebaseerd op de gelijknamige roman van Hervé Bazin, speelde zich af in een psychiatrische instelling. Scob werd gecast in de bijrol van een bewoonster van de instelling, een jonge gestoorde vrouw die alsmaar zingt.  

### Doorbraak
Een jaar later werkte Scob voor de tweede keer samen met Franju: in de tot een cultfilm uitgegroeide horrorfilm Les Yeux sans visage (1960) speelde ze een hoofdrol als de dochter van een plastisch chirurg die haar door een ongeval verminkt gezicht opnieuw wil reconstrueren door transplantaties van het gezicht van ontvoerde jonge vrouwen.

### Jaren zestig
In de jaren zestig werkte Scob nog drie keer samen met Franju. Net zoals La Tête contre les murs en Les Yeux sans visage waren Thérèse Desqueyroux (naar de gelijknamige roman van François Mauriac, 1962) en Thomas l'imposteur (naar de gelijknamige roman van Jean Cocteau, 1965) literatuurverfilmingen. In de thriller Judex speelde Scob opnieuw een hoofdrol: de dochter van een oneerlijke bankier. 
Vermeldenswaardig waren ook haar rol van de vrouw van een historicus in Julien Duviviers misdaadthriller La Chambre ardente (1061), van de mysterieuze vrouw die een date heeft met Fernandel in de misdaadkomedie L'assassin est dans l'annuaire (1961) en vooral haar vertolking van de maagd Maria in Luis Buñuels surrealistische satirische tragikomedie La Voie lactée (1969).

### Jaren zeventig, tachtig en negentig
In de jaren zeventig, tachtig en negentig stond Scobs filmcarrière op een laag pitje. Ze nam meestal bescheiden bijrollen voor haar rekening. Gevestigde waarden, gedegen klassieke cineasten als André Cayatte, Henri Verneuil en Jean Becker deden een beroep op haar talent, net zoals eigenzinniger of geëngageerde regisseurs als Jacques Rivette, Yves Boisset, Andrzej Żuławski, Leos Carax en Raúl Ruiz.

### Jaren tweeduizend en tweeduizend tien
Aan het einde van de 20e eeuw kreeg Scobs filmcarrière een nieuw elan. Ze bleef zich beperken tot bijrollen. Ze draaide onder regie van veteranen Paul Vecchiali en Jean-Paul Rappeneau en van ervaren cineasten als Patrice Leconte en Raúl Ruiz. Daarnaast deed Scob meer en meer acteerwerk voor jongere cineasten zoals onder meer Martin Provost, Anne Fontaine, Cécile Telerman, Nicolas Klotz en Mia Hansen-Løve. 
Vermeldenswaardige rollen waren
- een van de klanten van een schoonheidsinstituut in de met vier Césars bekroonde romantische komedie Vénus Beauté (institut) (1999)

- de gravin in het fantasy-mystery-drama Le Pacte des loups (2001), een kassucces

- de onaardige en harde oudere dame in de romantische komedie Didine (2007)

- de 75-jarige moeder van drie kinderen die haar einde voelt naderen en op haar verjaardagsfeest haar nalatenschap wenst te regelen in het familiedrama L'Heure d'été (Olivier Assayas, 2008)

- de limousine-chauffeur die een erg rijke zakenman van afspraak naar afspraak voert in Carax' dramatische fantasyfilm Holy Motors (2012), en dit twintig jaar na Les Amants du Pont-Neuf (1991).

- de zieke bezitterige moeder van Isabelle Huppert in het drama L'Avenir (2016).

### Toneel
Eind jaren vijftig-jaren zestig deed Scob haar eerste ervaringen op op de planken, in toneelstukken van voornamelijk moderne Franse auteurs zoals Henry de Montherlant, Marcel Aymé, Jean Anouilh en Marguerite Duras. Pas vanaf de jaren zeventig begon Scobs toneelcarrière op volle toeren te draaien.
In 1976 richtte ze samen met haar man Georges Aperghis het Atelier de théâtre et musique (ATEM) op, een avant-garde theater dat zich concentreerde op muziektheater.
In de keuze van haar rollen vertoonde ze een duidelijke voorkeur voor hedendaags toneel: zowel Franse (Jean Anouilh, Georges Perec, Danièle Sallenave en ander jong Frans talent) als buitenlandse moderne auteurs (Arnold Wesker, Thomas Bernhard, Vasili Aksjonov, Samuel Beckett, Natalia Ginzburg...) 
Maar klassieke auteurs maakten eveneens deel uit van haar repertoire: oude meesters (Shakespeare, Molière) en moderne klassieken (Anton Tsjechov, Henrik Ibsen, Rainer Maria Rilke, Arthur Schnitzler, Virginia Woolf, Maurice Maeterlinck en Marina Tsvetajeva). 

### Typische rollen en voorkomen
Ze werd regelmatig ge(type)cast in rollen die verband hielden met 
- waanzin: gekke vrouw (La Tête contre les murs, À chacun son enfer), overspelige vrouw van een gek geworden professor (La Cavale des fous), psychiaatster (L'Été meurtrier)

- religie: de maagd Maria (La Voie lactée), non (La Vocation suspendue, Le Cancre), moeder overste (de langlopende televisieserie Soeur Thérèse.com)

- slachtoffer zijn: gegijzelde dochter (Judex), een door haar man tot zelfmoord gedreven vrouw (Un beau monstre), vrouw van een zelfmoordenaar (La Question humaine)

- monsterlijkheid: onbarmhartige oudere dame (Didine)

- het moederschap (Komma, Les Yeux jaunes des crocodiles, L'Heure d'été, Gemma Bovery) om ten slotte als grootmoeder te eindigen in Mon inconnue, haar allerlaatste film.

Scob was een slanke en elegante verschijning: blonde haren, scherp en langwerpig gezicht met hoge jukbeenderen en hiëratische lichtjes betoverende gelaatstrekken, brede mond, grote blauwe ogen. Ze had een hoge stem.

### Privéleven
Scob was gehuwd met de Griekse componist Georges Aperghis (1945) met wie ze twee zonen had: Alexander (1970) en Jerome (1972), beiden schrijvers. Haar broer was Michel Scob (1935-1995), een wielrenner gespecialiseerd in het stayeren.
Scob overleed in 2019 op 81-jarige leeftijd.

## Filmografie (ruime selectie)
- 1959 - La Tête contre les murs (Georges Franju)
- 1960 - Les Yeux sans visage (Georges Franju)
- 1960 - Le Bel Âge (Pierre Kast)
- 1961 - L'assassin est dans l'annuaire (Léo Joannon)
- 1961 - La Chambre ardente (Julien Duvivier)
- 1961 - Le Bateau d'Émile (Denys de La Patellière)
- 1962 - Thérèse Desqueyroux (Georges Franju)
- 1963 - Judex (Georges Franju)
- 1965 - Thomas l'imposteur (Georges Franju)
- 1969 - La Voie lactée (Luis Buñuel)
- 1971 - Un beau monstre (Sergio Gobbi)
- 1971 - La Vieille Fille (Jean-Pierre Blanc)
- 1976 - L'Acrobate (Jean-Daniel Pollet)
- 1977 - À chacun son enfer  (André Cayatte)
- 1977 - La Vocation suspendue (Raúl Ruiz)
- 1982 - Mille milliards de dollars (Henri Verneuil)
- 1983 - L'Été meurtrier (Jean Becker)
- 1988 - Radio Corbeau (Yves Boisset)
- 1989 - Baptême (René Féret)
- 1991 - On peut toujours rêver (Pierre Richard)
- 1991 - Les Amants du Pont-Neuf (Leos Carax)
- 1993 - La Cavale des fous (Marco Pico)
- 1994 - Jeanne la Pucelle (2e deel Les prisons) (Jacques Rivette)
- 1997 - Un air si pur... (Yves Angelo)
- 1998 - Le Temps retrouvé (Raúl Ruiz)
- 1999 - Vénus Beauté (institut) (Tonie Marshall)
- 1999 - La Fidélité  (Andrzej Zulawski)
- 2000 - Comédie de l'innocence (Raúl Ruiz)
- 2000 - Les Âmes fortes (Raúl Ruiz)
- 2001 - Le Pacte des loups  (Christophe Gans)
- 2001 - Vidocq (Pitof)
- 2002 - L'Homme du train (Patrice Leconte)
- 2003 - Bon Voyage (Jean-Paul Rappeneau)
- 2003 - Ce jour-là (Raúl Ruiz)
- 2005 - Le Domaine perdu (Raúl Ruiz)
- 2005 - L'Annulaire (Diane Bertrand)
- 2006 - Komma (Martine Doyen)
- 2007 - Suzanne (Viviane Candas)
- 2007 - La Question humaine (Nicolas Klotz)
- 2008 - Didine (Vincent Dietschy)
- 2008 - L'Heure d'été (Olivier Assayas)
- 2009 - Je te mangerais (Sophie Laloy)
- 2011 - Où va la nuit (Martin Provost)
- 2011 - Un baiser papillon (Karine Silla-Pérez)
- 2011 - Retour à Mayerling (Paul Vecchiali)
- 2012 - Holy Motors (Leos Carax)
- 2014 - Les Yeux jaunes des crocodiles (Cécile Telerman)
- 2014 - Le Règne de la beauté (Denys Arcand)
- 2014 - Gemma Bovery (Anne Fontaine)
- 2015 - Une famille à louer (Jean-Pierre Améris)
- 2016 - L'Avenir (Mia Hansen-Løve)
- 2016 - Le Cancre (Paul Vecchiali)
- 2019 - Mon inconnue (Hugo Gélin)

## Nominaties
- 2009 - L'Heure d'été: César voor beste vrouwelijke bijrol
- 2013 - Holy Motors: César voor beste vrouwelijke bijrol
- 2013 - Holy Motors: Chlotrudis Award voor beste vrouwelijke bijrol

- Biblioteca Nacional de España: XX5330192
- Bibliothèque nationale de France: cb140207420 (data)
- Gemeinsame Normdatei: 1061564967
- International Standard Name Identifier: 0000 0001 1944 4830
- Library of Congress Control Number: no96057828
- Nationale Bibliotheek van Tsjechië: xx0179011
- Nationale Bibliotheek van Israël: 987007451895605171
- SNAC: w6s47hhx
- Système universitaire de documentation: 05958274X
- Virtual International Authority File: 24800278
- WorldCat: E39PBJkMFw7WPPMcVDmrywtVG3